# Cigarrophasma tessellatum
Cigarrophasma tessellatum is een insect uit de orde Phasmatodea en de  familie Phasmatidae. De wetenschappelijke naam van deze soort is voor het eerst geldig gepubliceerd in 2001 door Brock & Hasenpusch.
1. ↑  (en) Cigarrophasma tessellatum op de IUCN Red List of Threatened Species.